# 魏拉尔
魏拉尔是德国图林根州的一个市镇。总面积14.29平方公里，总人口883人，其中男性409人，女性474人（2011年12月31日），人口密度62人/平方公里。